# Pigstar
pigstar（ピッグスター）は、日本のロックバンド。

## 概要
- 関口友則 (Vo&Gu)、関口良二 (Ba&cho)、渡辺貴之 (Gu&Key)、石　真宜（Dr） 4人編成。
- クラシカルなピアノを取り入れた、新しいロックサウンドを表現している。

## 経歴
結成してすぐにBlitz-Pia RecordsのオムニバスCDに参加し、同イベントにて赤坂BLITZに出演。
2005年発売のミニアルバム『雨が好きだった』タイトル曲は日本テレビ局系列「ニュースプラスワン」スポーツエンタメコーナーのテーマ曲となり、話題を集める。
2008年4月23日にシングル「君＝花」をリリース。タイトル曲がアニメ『純情ロマンチカ』のオープニングテーマに起用される。同年11月5日にミニアルバム「ground 0」、11月7日シングル「衝動」をリリース。「衝動」は、アニメ『純情ロマンチカ2』のオープニングテーマとなっており、業界では異例の連続タイアップとなる。
2009年2月15日には、pigstar LIVE "ground 0"と題した、新宿LOFTでのワンマンライブを控えている。同年3月公開のアジアで話題の映画「愛到底 L-O-V-E」の主題歌に「I can't」が抜擢される。台湾でのアルバムリリース（『ground 0 + plus』）とワンマンライブが行われた。
2010年10月に公式Webサイトで、2010年12月25日のワンマンライブをもって活動を休止すると発表した。
2017年5月21日に公式Webサイトで活動再開を発表した。復活ライブは秋頃を予定している。
2018年2月12日に復活ライブが行われた。

## メンバー

### 現在のメンバー
関口友則（せきぐち とものり）
ボーカル&ギター担当。
関口良二（せきぐち りょうじ）
ベース&コーラス担当。関口友則の実弟。
石真宜（せき まさたか）
ドラム担当。

### 過去のメンバー
渡辺貴之（わたなべ たかゆき）
ギター&ピアノ担当。
鎌田喜和（かまた よしかず）
ドラム担当。

## ディスコグラフィ

### ミニアルバム
1. グライド（2005年4月6日発売）
2. 雨が好きだった（2005年10月26日発売）
3. 永遠の存在者（2007年6月6日発売）
4. ground 0（2008年11月5日発売）
5. ground 0 + plus（2009年2月5日発売、※台湾限定）

### シングル
1. 軽気球と勿忘草（2007年1月24日発売）
2. 君=花（2008年4月23日発売）
3. 衝動（2008年11月7日発売）

## タイアップ一覧
- 永遠の存在者
  - PCゲーム「ピリオド」オープニングテーマ
- バロック
  - PCゲーム「ピリオド」挿入歌
- I can't
  - 映画「愛到底 L-O-V-E」主題歌
- 君=花
  - 「純情ロマンチカ」第1期オープニングテーマ（1話-12話）
- 衝動
  - 「純情ロマンチカ2」第2期オープニングテーマ

## ラジオ

### ゲスト出演
- 木根尚登のニュー・タウン・ストリート(2008年10月31日・11月7日)K-MIX
- 佐藤利奈のあの空で逢いましょう♪F（2008年4月17日・4月24日(♯53・♯54),2008年10月16日・10月23日(♯79・♯80),/音泉&BEWE・アニメイトTV）